# Línea 530 (Interurbanos Madrid)
La línea 530 de la red de autobuses interurbanos de Madrid une Navalcarnero con Villanueva de la Cañada y la Universidad Alfonso X el Sabio.

## Características
Esta línea une a los habitantes de los municipios de Navalcarnero, Sevilla la Nueva, Brunete y Villanueva de la Cañada con la Universidad Alfonso X el Sabio. El recorrido dura 45 minutos aproximadamente entre cabeceras.
La línea mantiene los mismos horarios todo el año (exceptuando las vísperas de festivo y festivos de Navidad) circulando sólo de lunes a viernes laborables. No presta servicio los fines de semana ni festivos.
Está operada por Arriva Madrid mediante la concesión administrativa VCM-501 - Madrid – Batres (Viajeros Comunidad de Madrid) del Consorcio Regional de Transportes de Madrid.

## Horarios
| Lunes a viernes laborables      |                                 |
| Navalcarnero > Villanueva (UAX) | Villanueva (UAX) > Navalcarnero |
| 07:45                           | 08:45                           |
| 09:35                           | 10:25                           |
| 11:15                           | 12:05                           |
| 13:10                           | 14:30                           |
| 15:20                           | 16:10                           |
| 17:30                           | 18:20                           |
| 19:10                           | 20:15                           |
| 20:30                           | 21:45                           |

## Recorrido y paradas

### Sentido Villanueva de la Cañada
| Código | Parada                                     | Común con             | Municipio               | Zona |
| ------ | ------------------------------------------ | --------------------- | ----------------------- | ---- |
| 11451  | San Roque - Galileo                        | 528 529 529A 529H 539 | Navalcarnero            |      |
| 08960  | Ronda Concejo - Pozo Concejo               | 1                     | Navalcarnero            |      |
| 08955  | Camino del Molino - Jacinto González       | 1                     | Navalcarnero            |      |
| 08963  | Buenavista - Ayuntamiento                  | 528 529H 531A 535 1   | Navalcarnero            |      |
| 11840  | Buenavista - Ronda San Juan                | 531 531A 538          | Navalcarnero            |      |
| 11841  | Ctra. M600 - Cementerio                    | 531 531A              | Navalcarnero            |      |
| 09841  | Ctra. M523 - Urb. El Hórreo                | 531 531A 532          | Sevilla la Nueva        |      |
| 09843  | General Asensio - Quevedo                  | 531 531A 532          | Sevilla la Nueva        |      |
| 10559  | Av. Madrid - Primavera                     | 531 532               | Sevilla la Nueva        |      |
| 19887  | Sevillanos - Santa Bárbara                 | 531 532               | Sevilla la Nueva        |      |
| 10560  | Av. Guadarrama - Residencia                | 531                   | Sevilla la Nueva        |      |
| 10562  | Av. Guadarrama - Urb. Manantiales          | 531                   | Sevilla la Nueva        |      |
| 10561  | Av. Guadarrama - Residencia                | 531                   | Sevilla la Nueva        |      |
| 08926  | Ctra. M501 - El Ventorro                   | 551 581               | Brunete                 |      |
| 08930  | Real de San Sebastián - Amargura           | 580 581 627           | Brunete                 |      |
| 08932  | Real de San Sebastián - Caridad            | 580 581 627           | Brunete                 |      |
| 08934  | P.º de Ronda - David Alarza                | 580 581 627           | Brunete                 |      |
| 12527  | Av. Villanueva de la Cañada - Centro Salud | 581 627               | Brunete                 |      |
| 15356  | Trva. Reloj - Av. Villanueva de la Cañada  | 581 627               | Brunete                 |      |
| 16168  | Real - Maestro Albéniz                     | 581                   | Villanueva de la Cañada |      |
| 06197  | Empedrada - Real                           | 581 626 627 669       | Villanueva de la Cañada |      |
| 11166  | Cristo - Av. Gaudí                         | 581 627 669           | Villanueva de la Cañada |      |
| 20645  | Av. Madrid - Brasil                        | 581 627 669           | Villanueva de la Cañada |      |
| 11048  | Av. Universidad - Universidad              | 581 627 669           | Villanueva de la Cañada |      |

### Sentido Navalcarnero
| Código | Parada                                  | Común con             | Municipio               | Zona |
| ------ | --------------------------------------- | --------------------- | ----------------------- | ---- |
| 11048  | Av. Universidad - Universidad           | 581 627 669           | Villanueva de la Cañada |      |
| 20646  | Av. Madrid - Brasil                     | 581 627 669           | Villanueva de la Cañada |      |
| 11165  | Cristo - Av. Gaudí                      | 581 626 627 669       | Villanueva de la Cañada |      |
| 09965  | Empedrada - Real                        | 581 626 627 669       | Villanueva de la Cañada |      |
| 16167  | Real - Av. Juan Gris                    | 581                   | Villanueva de la Cañada |      |
| 15501  | Ctra. M600 - Gta. Olímpica              | 581 627               | Brunete                 |      |
| 08935  | Pza. Altozano - Madrid                  | 575 580 581 627       | Brunete                 |      |
| 08933  | Real de San Sebastián - Caridad         | 575 580 581 627       | Brunete                 |      |
| 08931  | Real de San Sebastián - Amargura        | 575 581 627           | Brunete                 |      |
| 08926  | Ctra. M501 - El Ventorro                | 551 581               | Brunete                 |      |
| 10560  | Av. Guadarrama - Residencia             | 531                   | Sevilla la Nueva        |      |
| 10562  | Av. Guadarrama - Urb. Manantiales       | 531                   | Sevilla la Nueva        |      |
| 10561  | Av. Guadarrama - Residencia             | 531                   | Sevilla la Nueva        |      |
| 19875  | Av. Madrid - Tilo                       | 531 532               | Sevilla la Nueva        |      |
| 10558  | Av. Madrid - Esperaza                   | 531 532               | Sevilla la Nueva        |      |
| 09842  | General Asensio - Almendros             | 531 531A 532          | Sevilla la Nueva        |      |
| 09841  | Ctra. M523 - Urb. El Hórreo             | 531 531A 532          | Sevilla la Nueva        |      |
| 11842  | Ctra. M600 - Cementerio                 | 531 531A              | Navalcarnero            |      |
| 08967  | Buenavista - Canto Pelín                | 531A                  | Navalcarnero            |      |
| 08964  | Buenavista - Pijorro                    | 528 529H 531A 535 1   | Navalcarnero            |      |
| 08956  | Camino Molino - Parque San Sebastián    | 1                     | Navalcarnero            |      |
| 08959  | Félix Colomo - Ronda Concejo            | 1                     | Navalcarnero            |      |
| 11517  | San Roque - Av. Doña Mariana de Austria | 1                     | Navalcarnero            |      |
| 11451  | San Roque - Galileo                     | 528 529 529A 529H 539 | Navalcarnero            |      |